# Fiodorowskoje (rejon kirżacki)
Fiodorowskoje (ros. Фёдоровское) – wieś (dieriewnia) w Rosji, w obwodzie włodzimierskim, w rejonie kirżackim. W 2010 liczyła 875 mieszkańców.